# ريتشارد نياركو
ريتشارد نياركو (بالإنجليزية: Richard Nyarko)‏ هو لاعب كرة قدم غاني في مركز الوسط، ولد في 5 سبتمبر 1984 في غانا. شارك مع منتخب غانا تحت 17 سنة لكرة القدم. أما مع النوادي، فقد لعب مع شتورم غراتس.

## وصلات خارجية
- ريتشارد نياركو على موقع اتحاد تركيا (لاعب) (الإنجليزية)